# Buralatti, Athni
Buralatti là một làng thuộc tehsil Athni, huyện Belgaum, bang Karnataka, Ấn Độ.